# Cycas orixensis
Cycas orixensis — вид саговників, що зустрічається в індійському штаті Одіша. Цей вид у XXI ст. відкрили індійські вчені Ріта Сінгх, П. Радха та Дж.С. Хураіджам.